# 三砷化钴
三砷化钴是一种钴的砷化物，化学式 CoAs3。

## 存在
三砷化钴在自然界中以矿物skutterudite的形式存在。

## 制备
三砷化钴可以由钴和砷直接反应而成。

## 性质
三砷化钴的空间群为 Im3 (No. 204)，是一种半导体。